# Logogrifo
Entre los antiguos, el logogrifo era una sentencia misteriosa o una proposición difícil de adivinar por estar envuelta en términos oscuros y muchas veces contradictorios.
El logogrifo en rigor es una especie de enigma que se compone por medio de la trasposición de las sílabas y tomando en diferentes sentidos las diversas partes de una palabra. El nombre de logogrifo no se deriva, como algunos han dicho, de un idilio enigmático de Ausono llamado Orypbus; sino que está compuesto de dos voces griegas, logos, discurso, y grifos, enigma, es decir, enigma sobre una palabra.
El uso de los enigmas era muy común entre los egipcios y otros pueblos antiguos como vemos, entre otros pasajes, en el cap. XIV del Libro de los Jueces, en que Sansón propone uno a sus compañeros.
Los reyes del Oriente se entretenían proponiéndose unos a otros varios enigmas para demostrar su sagacidad y los príncipes de la Edad Media se ocupaban algunos ratos en componer y descifrar logogrifos que se reducían a un juego de letras. 